# Phân người
Phân người, human feces (hoặc phân,  faeces trong tiếng Anh; tiếng Latinh: fæx, cách gọi thô tục: cứt) là phần đặc hoặc nửa đặc còn lại của thức ăn không được tiêu hóa hay hấp thụ bởi ruột non, nhưng đã bị vi khuẩn trong ruột già phân hủy. Phân cũng chứa vi khuẩn và một lượng tương đối nhỏ của các sản phẩm chất thải chuyển hóa như bilirubin biến đổi vi khuẩn và các tế bào biểu mô chết từ niêm mạc ruột. Phân được thải qua hậu môn trong một quá trình gọi là đại tiện (còn gọi là đi tiêu hay đi cầu). Nước tiểu và phân cùng được gọi là chất bài tiết. Phân có sự khác biệt đáng kể về bề ngoài (bao gồm kích cỡ, màu sắc, kết cấu), theo chế độ ăn uống, tình trạng hệ tiêu hóa và tổng trạng sức khỏe chung. Thông thường phân người ở dạng nửa đặc nửa lỏng, được bao phủ bởi một lớp chất nhầy mỏng. Đôi khi các cục phân nhỏ, cứng, ít mềm có thể nhìn thấy do chúng bị nén chặt lâu ngày. Đây là một xuất hiện bình thường khi nhu động ruột có vấn đề, phân được trả lại từ trực tràng về ruột già, nơi mà nước bị hấp thu.
Trong y văn, thuật ngữ "stool" thường được sử dụng nhiều hơn "feces".
Phân cùng với nước tiểu con người được gọi chung là chất thải hoặc chất bài tiết. Xử lý phân và ngăn ngừa sự lây lan mầm bệnh từ phân người qua đường phân - miệng, là mục tiêu chính của vệ sinh môi trường.

## Đặc điểm
Mô hình phân Bristol (Bristol Stool Scale) là bức tranh mô tả trợ giúp về mặt y học được thiết kế để phân loại hình dạng phân người thành bảy nhóm. Đôi khi tham khảo thêm tiêu chuẩn của Anh như "Meyers Scale" do tác giả K.W.Heaton tại đại học Bristol đề xướng và được xuất bản lần đầu trên Tạp chí Scandinavian Journal of Gastroenterology năm 1997. Các dạng của phân phụ thuộc vào thời gian mà chúng nằm trong ruột già.
1. Tách rời, vón cục cứng, như hạt (khó ra được)
2. Hình xúc xích nhưng thành cục
3. Giống như đoạn xúc xích nhưng có vết nứt trên bề mặt
4. Giống như đoạn xúc xích hay con rắn, trơn và mềm
5. Các viên tròn mềm với gờ cạnh rõ, (ra được dễ dàng)
6. Nhuyễn mịn với các cạnh không đều, phân xốp
7. Lỏng, không có mẫu đặc. Hoàn toàn là chất lỏng

Các loại 1 và 2 biểu hiện táo bón. Loại 3 và 4 là phân tối ưu, đặc biệt là loại sau, vì đây là dễ đại tiện nhất. Các loại 5-7 liên quan đến xu hướng tiêu chảy hoặc đi nhanh.
Phân su (Meconium) là phân của đứa trẻ mới sinh ra.

### Màu
Phân người có sự thay đổi đáng kể về bề ngoài, tùy thuộc vào chế độ ăn uống và sức khỏe.

#### Màu nâu
Phân người thường có màu nâu nhạt, là kết quả của một hỗn hợp gồm mật, dẫn xuất bilirubin của stercobilin và urobilin , từ các tế bào hồng cầu đã chết. Thường nửa đặc, với một lớp phủ chất dịch nhầy.

#### Màu vàng
Màu vàng của phân có thể do nhiễm tác nhân giardiasis, xuất phát từ gốc từ Giardia, một loại ký sinh trùng roi đơn bào kỵ khí rất nhỏ, có thể gây ra tiêu chảy nặng và bệnh truyền nhiễm. Một nguyên nhân gây ra vàng nữa là Hội chứng Gilbert. Phân vàng cũng cho biết thực ăn đi qua đường tiêu hóa tương đối nhanh.  Ngoài ra tình trạng vàng của phân cũng gặp ở những người bị bệnh trào ngược dạ dày thực quản (GERD).

#### Màu nhạt hoặc xám
Phân có màu nhạt hoặc xám do thiếu mật gây ra bởi tình trạng viêm túi mật, sỏi mật, nhiễm ký sinh trùng giardia, viêm gan, viêm tụy mãn tính, hoặc xơ gan.  Muối mật từ gan cho phân màu nâu. Nếu giảm sản lượng mật, phân có màu sáng hơn.

#### Đen hoặc đỏ
Màu đen của phân do sự hiện diện của các tế bào hồng cầu ở trong ruột đủ lâu đã bị phân hủy bởi các enzym hệ tiêu hóa. Đều này được xem là melena (đại tiện phân đen) và thường do chảy máu ở đường tiêu hóa trên, chẳng hạn như từ viêm loét dạ dày tá tràng xuất huyết. Tình trạng có thể gây ra máu trong phân bao gồm bệnh trĩ, vết nứt hậu môn, viêm túi thừa, ung thư đại trực tràng và viêm loét đại tràng. Sự thay đổi màu sắc tương tự có thể quan sát thấy sau khi tiêu thụ thực ăn có chứa một tỷ lệ đáng kể máu động vật, chẳng hạn như bánh pudding đen hoặc tiết canh. Phân đen cũng có thể do một số loại thuốc uống vào, như bismuth subsalicylate (các thành phần hoạt chất trong Pepto-Bismol), và chế độ ăn uống bổ sung sắt, hoặc các loại thực phẩm như củ dền, cam thảo đen, hoặc quả việt quất.
Hematochezia ra đoạn phân có màu đỏ tươi do sự có mặt của máu dưới dạng không tiêu, xuất phát từ phần thấp hơn ở đường tiêu hóa, hoặc từ đường tiêu hóa trên. Chứng nghiện rượu cũng gây ra những bất thường trong đường đi của máu khắp cơ thể bao gồm cả việc đi qua phân màu đỏ-đen. Bệnh trĩ cũng gây ố màu đỏ trên phân, bởi vì quá trình phân rời khỏi cơ thể có thể nén và vỡ trĩ gần hậu môn.

#### Màu xanh da trời
Xanh phổ hoặc xanh da trời, một màu được sử dụng trong điều trị hội chứng nhiễm phóng xạ cấp tính, Caesi, và ngộ độc tali, có thể làm phân chuyển sang màu xanh. Tương tự khi ăn rau xanh hoặc các thức phẩm có màu xanh, như curaçao xanh hoặc soda nho.

#### Bạc
Phân có một màu bạc xỉn hay màu sơn nhôm như phân cò nguyên nhân bởi tắc mật của bất kỳ type nào (Phân trắng kết hợp với xuất huyết tiêu hóa (phân đen).Nó cũng có thể gợi ý một ung thư biểu mô - bóng Vater, với triệu chứng chảy máu đường tiêu hóa và tắc nghẽn đường mật, dẫn đến phân bạc.

#### Xanh
Phân có màu xanh lá cây có thể do một lượng lớn mật chưa qua xử lý ở đường tiêu hóa, dẫn đến tiêu chảy có mùi nồng.  Kẹo cam thảo, kẹo này thường được làm bằng dầu hồi hơn là thảo mộc cam thảo, và chủ yếu là đường. Ăn quá nhiều đường hay nhạy cảm với dầu hồi có thể gây ra phân lỏng, và có màu xanh lá cây. Phân màu xanh lá cây cũng có thể là kết quả của việc tiêu thụ quá nhiều phẩm nhuộm màu xanh lá, thấy trong bánh  Halloween Whopper của Burger King.

#### Màu tím
Màu tím của phân có thể là một triệu chứng của bệnh rối loạn chuyển hóa porphyria.

### Mùi
Phân sở hữu một mùi hôi sinh lý, thay đổi theo chế độ ăn uống và tình trạng sức khỏe. Ví dụ, protein thịt chứa rất nhiều lưu huỳnh- với các amino acid methionine, là tiền thân của các hợp chất chứa lưu huỳnh, sẽ được liệt kê dưới đây. Mùi của phân người được tạo thành từ các chất bay hơi có mùi như sau:
- Methyl sulfides
  - methylmercaptan/methanethiol (MM)
  - dimethyl sulfide (DMS)
  - dimethyl trisulfide (DMTS)
  - dimethyl disulfide (DMDS)
- Benzopyrrole volatiles
  - indol
  - skatole
- Hydro sulfide (H2S)

(H2S) là hợp chất lưu huỳnh dễ bay hơi phổ biến nhất trong phân. Mùi phân có thể tăng lên khi có nhiều bệnh lý khác nhau, bao gồm:
- Bệnh Celiac
- Bệnh Crohn
- Viêm loét đại tràng[18]
- Viêm tụy mãn tính
- Xơ nang
- Nhiễm trùng đường ruột, ví dụ. Nhiễm trùng Clostridium difficile.[19]
- Hấp thu kém
- Hội chứng ruột ngắn

Nỗ lực giảm bớt mùi của phân (và trung tiện) phần lớn dựa trên nghiên cứu động vật được thực hiện với các ứng dụng trong công nghiệp, chẳng hạn như giảm tác động môi trường trong chăn nuôi lợn. Nhiều chế độ ăn uống cải tiến/bổ sung đã được nghiên cứu, bao gồm:
- Than hoạt tính[20] (Trong nghiên cứu này người ta thấy rằng than hoạt tính ở liều 0,52g bốn lần một ngày không ảnh hưởng đáng kể đến việc giải phóng khí phân.)
- Bismuth subsalicylate[21]
- Chloryphyllyn
- Các loại thảo mộc như hương thảo
- Yucca schidigera[22]
- Kẽm axetat[22]

### Đặc tính hóa học trung bình
Trung bình, mỗi người loại bỏ 128 g phân tươi mỗi ngày với giá trị pH khoảng 6.6. Phân tươi chứa khoảng 75% nước và phần rắn còn lại có 84-93% là chất rắn hữu cơ.
Các chất rắn hữu cơ này bao gồm:
25 đến 54% sinh khối vi khuẩn, 2-25% protein hoặc chất đạm, 25% carbohydrate hoặc thực vật không tiêu và 2-15% chất béo. Protein và chất béo đến từ chất tiết đại tràng, biểu mô rụng và hoạt động của vi khuẩn đường ruột. Những tỷ lệ này thay đổi đáng kể tùy thuộc vào nhiều yếu tố như chế độ ăn uống và trọng lượng cơ thể.
Các chất rắn còn lại bao gồm calci và sắt phosphat, dịch tiết đường ruột, một lượng nhỏ tế bào biểu mô khô và dịch nhầy.
Giá trị pH phân của người khỏe mạnh là 6,6 pH.

### Tàn dư thức ăn chưa tiêu
Đôi khi thức ăn xuất hiện trong phân. Các loại thức ăn không tiêu hóa được thường thấy là hạt, quả hạch, ngô và đậu, chủ yếu là do hàm lượng chất xơ cao trong thành phần. Củ cải đường có thể biến màu sắc phân khác nhau của màu đỏ. Màu thực phẩm nhân tạo trong một số thức ăn chế biến, chẳng hạn như ngũ cốc ăn sáng đóng gói với rất nhiều màu sắc, đóng gói bữa sáng ngũ cốc, có thể gây ra màu bất thường của phân
nếu ăn đủ số lượng.
Các loại không tiêu hóa được như hạt giống có thể vượt qua hệ thống tiêu hóa để đi ra ngoài, và sau đó chúng nảy mầm. Ví dụ như cây cà chua phát triển nơi bùn thải được sử dụng làm phân bón.

## Công cụ phân tích

### Phân tích phân (mẫu phân)
Xét nghiệm cận lâm sàng phân được thực hiện trong phòng thí nghiệm, là những xét nghiệm phân hoặc test phân, để giúp chẩn đoán bệnh, như tìm kiếm sự hiện diện của ký sinh trùng như giun kim và trứng noãn của chúng hay những loại vi khuẩn gây bệnh. Nuôi cấy phân— kiểm soát sự phát triển của vi sinh vật ở môi trường nuôi cấy trong phòng thí nghiệm— cũng như xác định tác nhân gây bệnh trong phân. Tiến hành xét nghiệm máu ẩn trong phân để phát hiện sự hiện diện của máu trong phân mà mắt thường không nhìn thấy được.
Những tác nhân gây bệnh thường ở trong phân bao gồm:
- Các loài vi khuẩn Bacteroides
- Salmonella và Shigella
- Yersinia khi ủ trong điều kiện 30 °C (86 °F)
- Campylobacter ủ trogn điều kiện 42 °C (108 °F), trong môi trường đặc biệt
- Aeromonas
- Candida nếu người bệnh suy giảm miễn dịch (ví dụ, đang trải qua điều trị ung thư)
- E. coli O157 nếu thấy máu trong mẫu phân
- Cryptosporidium

Ký sinh trùng đường ruột và trứng noãn cũng tìm được tìm thấy.

### Chỉ thị phân
Phân cũng được phân tích để phát hiện những bệnh tật khác nhau. Ví dụ, nồng độ calprotectin phân nhận biết một quá trình viêm như bệnh Crohn, viêm loét đại tràng và neoplasms (ung thư).
| Chỉ thị      | Bệnh nhân   | Giới hạn trên | Đơn vị    |
| Calprotectin | 2–9 years   | 166           | µg/g phân |
| Calprotectin | 10–59 years | 51            | µg/g phân |
| Calprotectin | ≥ 60 years  | 112           | µg/g phân |
| Lactoferrin  | 2–9 years   | 29            | µg/g phân |
| Lactoferrin  | ≥ 10 years  | 4.6           | µg/g phân |

Ngoài ra, phân tích máu ẩn trong phân cho biết tình tạng chảy máu đường tiêu hóa.

### Phân tích vi khuẩn E. coli trong nguồn nước
Một test nhanh đánh giá mức độ ô nhiễm phân trong nguồn nước hoặc đất bằng việc kiểm tra sự hiện diện vi khuẩn Escherichia coli trên đĩa thạch MacConkey hay đĩa Petri.  Vi khuẩn E. coli phát triển lạc khuẩn đỏ tại nhiệt độ khoảng 42 °C (108 °F) qua đêm. Mặc dù hầu hết các chủng E. coli đều vô hại, sự hiện diện của chúng là biểu hiện của ô nhiễm phân, do đó tăng khả năng có mặt các sinh vật nguy hiểm hơn.
Ô nhiễm phân trong nguồn nước rất phổ biến trên toàn thế giới, chiếm phần lớn nước uống không an toàn. Ở các nước đang phát triển, hầu hết nước thải được thải ra môi trường mà không qua xử lý. Ngay cả tại các nước phát triển, sự kiện tràn nước cống thải vệ sinh không phải là hiếm và thường xuyên gây ô nhiễm các con sông, như sông Seine (Pháp) và sông Thames (Anh).

## Bệnh tật

### Tiêu chảy
Tiêu chảy (hay còn gọi là ỉa chảy) là tình trạng đi tiêu phân lỏng ba hoặc nhiều hơn ba lần mỗi ngày. Tình trạng này có thể là triệu chứng của chấn thương, bệnh tật hoặc bệnh từ thực phẩm và thường kèm theo đau bụng. Cũng có những tình trạng khác liên quan đến một số nhưng không phải tất cả các triệu chứng của tiêu chảy, do vậy, định nghĩa y khoa chính thức của tiêu chảy là liên quan đến đại tiện hơn 200 gram mỗi ngày (mặc dù trọng lượng phân chính xác để chẩn đoán không bao giờ thực sự thực hiện).
Tình trạng xảy ra khi không đủ chất lỏng được hấp thụ bởi ruột già. Đó là một phần của quá trình tiêu hóa, hay do lượng chất lỏng đưa vào, thức ăn được trộn với một lượng lớn nước. Như vậy thức ăn thực chất là chất lỏng trước khi đến ruột già. Ruột già hấp thụ nước, phần còn lại là phân dạng nữa lỏng nữa đặc. Tuy nhiên nếu ruột già bị tổn thương hoặc viêm, sự hấp thu bị ảnh hưởng, phân sẽ trở nên lỏng hơn.
Hầu hết tiêu chảy gây ra do nhiễm virus nhưng cũng thường là kết quả của độc tố vi khuẩn và thậm chí đôi khi cả nhiễm trùng. Trong điều kiện sống hợp vệ sinh, nguồn thực phẩm dồi dào và nước luôn sẵn có, một bệnh nhân điển hình hồi phục sau đợt nhiễm virus thông thường trong một vài ngày, và lâu nhất là một tuần. Tuy nhiên, đối với bệnh nhân ốm yếu và suy dinh dưỡng, tiêu chảy dẫn đến mất nước nghiêm trọng và có thể đe dọa tính mạng nếu không được điều trị kịp thời.

### Táo bón
Táo bón chỉ tình trạng đi cầu không thường xuyên hoặc khó đẩy phân ra ngoài. Táo bón là nguyên nhân phổ biến của đau đớn trong đại tiện. Táo bón nặng bao gồm táo bón không thể đẩy phân hoặc khí ra ngoài, và u phân, có thể tiến triển tắc ruột và đe dọa tính mạng.

### Khác
Tình trạng quá tải mật rất hiếm, và không phải là mối đe dọa về sức khỏe. Các vấn đề đơn giản như tiêu chảy nghiêm trọng có thể gây ra máu trong phân của một người. Phân đen do sự hiện diện của máu thường là dấu hiệu của một vấn đề về ruột
(màu đen chứng tỏ có chảy máu tiêu hóa
), trong khi các vệt máu đỏ trong phân thường do chảy máu ở trực tràng hoặc hậu môn.

## Ứng dụng

### Sử dụng làm phân bón

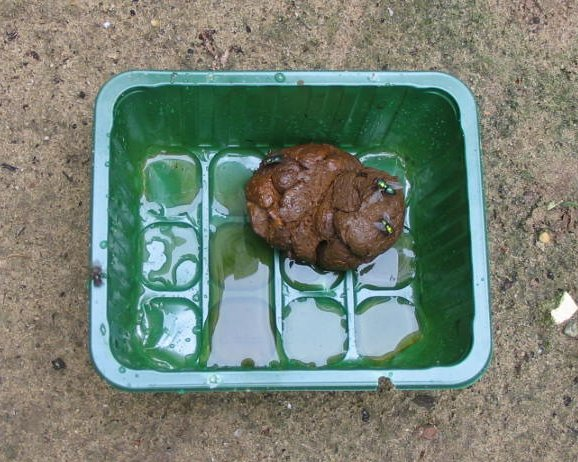
Phân tươi thu được từ một đứa trẻ cho thí nghiệm sấy khô

Trong hàng thế kỷ lịch sử, phân người đã được dùng làm phân bón dưới dạng đất hố xí, bùn phân, hay bùn thải. Sử dụng phân người không qua xử lý trong nông nghiệp đã gây ra những rủi ro lớn về mặt sức khỏe và góp phần làm lây nhiễm rộng rãi giun sán ký sinh—một căn bệnh helminthiasis, ảnh hưởng đến hơn 1,5 tỷ người tại các nước đang phát triển. 

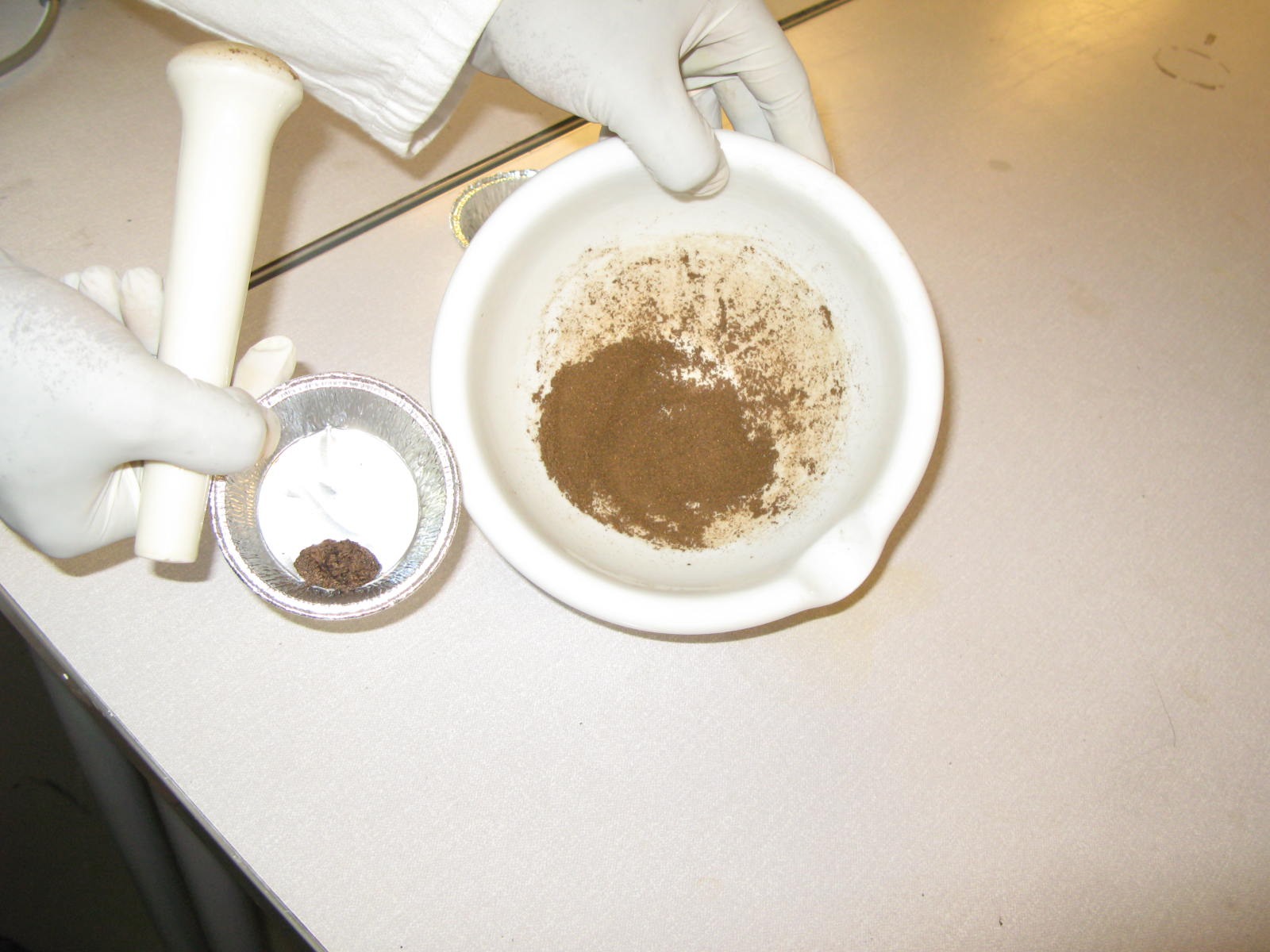
Phân sau khi sấy trong một thí nghiệm để xác định độ ẩm

Có những phương pháp tái sử dụng phân người trong nông nghiệp một cách an toàn theo
"khái niệm đa rào cản" được mô tả bởi Tổ chức Y tế Thế giới năm 2006. Cách tiếp cận
"vòng kín" giữa chất thải con người (hệ thống vệ sinh) và nông nghiệp được gọi là vệ sinh môi trường sinh thái. Liên quan đến một số loại nhà vệ sinh khô như nhà vệ sinh khô chuyển lưu nước tiểu hoặc nhà vệ ủ phân.

### Cấy phân
Ở người, cấy phân (hay ghép phân) là quá trình cấy ghép vi khuẩn phân từ một người khỏe mạnh vào một người nhận đang mắc một căn bệnh nào đó, chẳng hạn như hội chứng ruột kích thích. Kết quả là cấy vi khuẩn đường ruột khỏe mạnh vào có thể cải thiện sinh lý ruột người nhận.
Điều trị vi khuẩn phân — cũng được biết là một cấy ghép phân — là một thủ tục y tế trong đó vi khuẩn phân được cấy từ một người khỏe mạnh vào một bệnh nhân. Nghiên cứu gần đây cho thấy rằng phương pháp có giá trị tái thiết môi trường ruột trở lại bình thường, mà đã bị phá hủy bởi quá trình đều trị bằng kháng sinh hoặc một số phương pháp điều trị y tế khác.

### Sản xuất khí sinh học
Khí sinh học (biogas) sản xuất từ phân chứa trong nước thải và được xử lý trong quá trình tiêu hủy kỵ khí, mang lại giá trị tới 9,5 tỷ đô la toàn cầu.
Washington DC có kế hoạch sản xuất khí sinh học từ bùn thải, một sản phẩm phụ của quá trình xử lý nước thải, sẽ tiết kiệm 13 triệu đô la mỗi năm.

## Paleofeces
Paleofeces, còn được gọi là phân hóa thạch (coprolite), tìm thấy qua một cuộc khai quật khảo cổ học hay cuộc khảo sát. Phân nguyên vẹn của người cổ đại xuất hiện trong hang động thuộc vùng khí hậu khô cằn và ở các địa điểm khác với điều kiện thích hợp. Phân hóa thạch được nghiên cứu để xác định chế độ ăn uống và sức khỏe chủ nhân của chúng thông qua phân tích hạt giống, mảnh xương nhỏ và trứng ký sinh được tìm thấy bên trong. Chúng cũng được phân tích về mặt hóa học để có thông tin chi tiết hơn, bằng cách sử dụng phân tích lipid và phân tích DNA. Tỷ lệ thành công tương đối cao, được tin cậy hơn qua phân tích DNA xương.

## Xã hội và văn hóa

### Ghê tởm và ô nhục
Trong tất cả các nền văn hóa loài người, phân gợi lên sự ghê tởm ở những mức độ khác nhau. Sự ghê tởm liên quan đến những trải nghiệm vị giác (đã được cảm nhận hay qua tưởng tượng) và có thể bằng khứu giác, cảm giác hoặc là thị giác. Phân người được coi là thứ bị loại bỏ một cách không thương tiếc: tiêu hủy kín đáo, xử lý lập tức và không để lại một dấu vết nào. Sự có mặt của ''phân'' không thể chấp nhận được trong một cuộc trò chuyện lịch sự và là một sự xúc phạm ở một số ngữ cảnh nhất định.

Một ví dụ về sự kiêng kỵ của phân đến từ thế giới cổ đại được tìm thấy trong tác phẩm kinh điển Deuteronomy sử dụng bởi Người Do Thái và Kitô hữu: 
Ví bằng trong các ngươi có ai không được tinh sạch bởi mộng di xảy đến lúc ban đêm, thì người đó phải đi ra ngoài trại quân, chớ vào. Buổi chiều người sẽ tắm trong nước, rồi khi mặt trời vừa lặn, sẽ vào trại quân lại. Ngươi phải có một chỗ riêng ở ngoài trại quân; ấy là nơi ngươi phải đi ra. Phải có một cây nọc với đồ tùy thân, khi nào muốn đi ra ngoài, hãy lấy cây nọc nầy mà đào, rồi khi đi, phải lấp phẩn mình lại. Bởi vì Giê-hô-va Đức Chúa Trời ngươi đi giữa trại quân ngươi, đặng giải cứu người và phó kẻ thù nghịch cho. Vậy, trại quân ngươi phải thánh, kẻo Giê-hô-va Đức Chúa Trời ngươi thấy sự ô uế ơ nơi ngươi, và xây mặt khỏi ngươi chăng.

### Làm sạch hậu môn
Con người ở các nền văn hóa khác nhau có những cách riêng để làm sạch cá nhân sau khi đi vệ sinh. Hậu môn và mông có thể được rửa bằng chất lỏng, lau bằng giấy vệ sinh hoặc các vật liệu khác. Trong nhiều nền văn hóa Hồi giáo, Hindu và Sikh, cũng như Đông Nam Á và Nam Âu, nước thường được dùng để làm sạch hậu môn bằng cách sử dụng một máy áp lực, như với bồn rửa vệ sinh, hoặc phổ biến nhất, văng nước và rửa sạch bằng tay. Trong các nền văn hóa khác (chẳng hạn như nhiều nước phương Tây), làm sạch sau khi đi vệ sinh thường chỉ bằng giấy vệ sinh.

### Thuật ngữ
Có nhiều từ đồng nghĩa không chính thức cho phân người. Nhiều người dùng uyển ngữ, thông tục, hoặc cả hai; một số là thô tục (chẳng hạn như shit), trong khi hầu hết hướng đến những lời nói của trẻ em
(như poo hoặc poop) hoặc hài hước đen (như turd).